# Arbeitsgericht Rüstringen
Das Arbeitsgericht Rüstringen war ein deutsches Arbeitsgericht mit Sitz in Rüstringen.

## Geschichte
Gemäß Arbeitsgerichtsgesetz vom 23. Dezember 1926 wurden in Deutschland Arbeitsgerichte gebildet. Diese waren nur in der ersten Instanz organisatorisch selbstständige Gerichte, die Landesarbeitsgerichte waren den Landgerichten zugeordnet. Am Landgericht Oldenburg entstand so 1927 das Landesarbeitsgericht Oldenburg mit zwei Kammern als einziges Landesarbeitsgericht des Landesteils Oldenburg des Freistaats Oldenburg. Darunter wurden 7 Arbeitsgerichte, darunter das Arbeitsgericht Rüstringen, eingerichtet. Es war für die Gerichtsbezirke des Amtsgerichts Rüstringen zuständig. Am Gericht bestanden eine Kammern für Arbeiter, eine Kammer für Angestellte und eine Kammer für Handwerk.
Durch das Groß-Hamburg-Gesetz von 1937 wurden das preußische Wilhelmshaven und das oldenburgische Rüstringen zum 1. April 1937 zur neuen, nunmehr oldenburgischen Stadt Wilhelmshaven vereinigt. Entsprechend wurde das Arbeitsgericht Rüstringen aufgehoben und sein Sprengel dem Arbeitsgericht Wilhelmshaven zugewiesen.